# والتر شوتس
والتر شوتس (بالألمانية: Walter Schütz)‏ هو سياسي ألماني، ولد في 25 أكتوبر 1897 في روسيا، وتوفي في 29 مارس 1933. حزبياً، نشط في الحزب الشيوعي في ألمانيا. انتخب عضو مجلس النواب الألماني للجمهورية فايمار.